# Петък 13-и: Джейсън е жив
„Петък 13-и: Джейсън е жив“ (на английски: Friday the 13th Part VI: Jason Lives) е американски слашър филм на ужасите от 1986 г.
Джейсън Ворхис се завръща като главен герой. Лошите реакции за „Петък 13-и: Ново начало“, принуждават продуцентите да върнат Джейсън към живот. От този филм той придобива свръхестествени способности, след като е съживен от гръм. Тази версия на Джейсън е по-силна от преди и остава такава до краят на поредицата.

## Актьорски състав
- Си Джей Греъм/Дан Брадли – Джейсън Ворхис
- Том Матюс – Томи Джарвис
- Дженифър Кук – Мегън Гарис
- Дейвид Кейгън – шериф Майк Гарис
- Кери Нунан – Паула
- Рене Джоунс – Сиси Бейкър
- Том Фридли – Корт
- Дарси Демос – Ники
- Тони Голдуин – Дарън
- Нанси МакЛафлин – Лизбет
- Алън Блумънфилд – Лари
- Матю Фейсън – Стан